# ليا فيرجين
ليا فيرجين (5 مارس 1936 - 20 أكتوبر 2020)، هي كاتبة مؤرخة فنية إيطالية. توفيت بسبب مرض فيروس كورونا.